# Тюрклер, Кемаль
Кемаль Тюрклер (тур. Kemal Türkler; 1926 — 22 июля 1980) — деятель рабочего и социалистического движения Турции. Ведущая фигура демократических профсоюзов, Тюрклер был основателем и первым председателем как Конфедерации революционных профсоюзов Турции (Türkiye Devrimci İşçi Sendikaları Konfederasyonu, DISK) в 1967 году, так и Рабочей партии Турции (Türkiye İşçi Partisi, TİP) в 1961 году. Член Всемирного совета мира. Был убит перед своим домом ультраправыми боевиками Партии националистического движения.

## Биография
Тюрклер был первым ребёнком в бедной семье в Денизли. Нищета заставила его с ранних лет работать подмастерьем портного. В 1949 году его семья перебралась из Таваса в Стамбул из-за проблем со здоровьем их отца.
Кемаль сменил несколько профессий и вступил в профсоюз горняков, 13 сентября 1953 года избравший его в состав своего руководства в стамбульском районе Бакыркёй. В 1954 году сменил ушедшего из-за проблем со здоровьем Юсуфа Сидала на посту председателя профсоюза. Созданный в 1958 году под его началом общетурецкий шахтёрский профсоюз (Türkiye Maden-Iş) 9 октября 1960 года вступил в Международную федерацию трудящихся горной промышленности в составе Всемирной федерации профсоюзов.
В 1961 году Кемаль Тюрклер и еще 11 профсоюзных активистов (другой шахтёр Аднан Аркын, текстильщики Авни Эракалын и Шабан Йылдыз, работники полиграфии Ибрахим Гюзелдже и Салих Эзкарабай, рабочий шоколадного завода Ахмет Мушлу, шиномонтажник Рыза Куас, официант Кемал Небиоглу, табачник Хюсеин Услубаш, сотрудник фармацевтического завода Саффет Гексюзоглу и носильщик Ибрахим Денизджиер) выступили инициаторами основания марксистской Рабочей партии Турции. Тюрклер возглавлял её в первый год существования, передав затем бразды правления Мехмету Али Айбару.
Кемаль Тюрклер отстаивал выделение левых профсоюзов из провластной Конфедерации турецких профсоюзов (TÜRK-İŞ), и 15 января 1967 года профсоюзные федерации MADEN-İŞ, BASIN-İŞ, LASTİK-İŞ покинули её, создав вместе с GIDA-İŞ Конфедерацию революционных профсоюзов Турции (DISK). Тюрклер был в её руководстве с момента основания, избирался на должность её генерального секретаря.
Кемаль Тюрклер и его товарищи были арестованы 15-16 июня 1970 года, когда DISK своей забастовкой препятствовал планам властей ликвидировать все независимые профсоюзные объединения. Он вновь был задержан 16 сентября 1976 года, когда DISK организовала всеобщую забастовку против проекта Закона о государственной безопасности.
Когда Кемаль Тюрклер заканчивал свою речь на полумиллионном первомайском митинге 1977 года, собранном Конфедерацией революционных профсоюзов, началась «бойня на площади Таксим» — несколько десятков мирных участников были расстреляны огнём с крыш; за массовым убийством, вероятно, стояла контргерилья (турецкое глубинное государство).
Тюрклер потерял пост генерального секретаря Конфедерации на её 6-й генеральной ассамблее 26 декабря 1977 года. Он был арестован за исполнение «Интернационала» на 23-й генеральной ассамблее профсоюза горняков 19 декабря 1979 года.
Кемаль Тюрклер был застрелен 22 июля 1980 года перед своим домом в Мертере (Стамбул) террористами неофашистской организации «Серые Волки», связанной с ультранационалистической Партией националистического движения. Был похоронен на кладбище Топкапы.